# Love of the Common People
"Love of the Common People" é uma balada popular composta por John Hurley e Ronnie Wilkins e depois de um tempo lançado em 1970 no álbum de John Hurley, John Hurley Sings about People, mas cantada primeiramente por Four Preps, em janeiro de 1967. Muitos outros artistas e bandas a regravaram, como Waylon Jennings, Sandy Posey, The Everly Brothers, The Cats, Wayne Newton e Lynn Anderson.

## Versão do Paul Young
Em 1982, Paul Young, cantor de pop rock, criou a sua própria versão de "Love of the Common People", mas, no começo, não chegou às paradas. Foi só quando Young teve seu primeiro sucesso em 1983 com "Wherever I Lay My Hat (That's My Home)" que o single se tornou êxito ao ser relançado, tendo alcançado a segunda posição nas paradas musicais do Reino Unido e a primeira posição na Irlanda e nos Países Baixos.